# Эйтон, Роберт
Сэр Роберт Эйтон (англ. Robert Ayton; 1570, Кинальди, Файф, Шотландия — 28 февраля 1638, Лондон, Англия) — шотландский поэт, юрист.

## Биография
Родился в замке своего отца. Имел норманнские корни.
С 1584 года изучал право в колледже Святого Леонарда при Сент-Эндрюсском университете. Путешествовал по континенту, как и другие богатые шотландцы. Продолжил учёбу в Парижском университете. Стал юристом.
Вернувшись в 1603 году, снискал благосклонность королевского двора за латинский панегирик по поводу восшествия на английский престол Якова VI Шотландского. В 1612 году был посвящён в рыцари и впоследствии занимал различные прибыльные должности, в том числе, должность личного секретаря королевы Анны Датской и Карла I.
Один из первых шотландцев, начавших писать по-английски, также писал на латыни, греческом и французском языках и пользовался значительной литературной репутацией. Сам никогда не считал себя поэтом.
Самые известные его произведения — «Диофант и Харидора», а также более короткое стихотворение «Непостоянство в упрёках». Его пьеса «Old Long Syne», вероятно, вдохновила Роберта Бернса на написание своего знаменитого «Auld Lang Syne».
Умер во дворце Уайтхолл. Похоронен в Вестминстерском аббатстве.